# Георг III фон Рехберг
Георг III фон Рехберг (на немски: Georg III von Rechberg; † 23 август 1574) от благородническия швабски род Рехберг е господар в Кронбург 1535, в Келмюнц и Вайсенщайн 1573 г.
Той е най-големият син на Гауденц II фон Рехберг († 1540) и съпругата му Магдалена фон Щайн цу Жетинген († сл. 1556), дъщеря на Адам фон Щайн цу Жетинген-Ронсберг и Еуфросина фон Швабсберг. Брат е на Беро I († 1544, убит в битка), Ханс/Йохан Конрад († 1596), господар в Конрадсхофен и Тюркхайм-Швабег, императорски съветник и фогт на Аугсбург, и Кристоф фон Рехберг († 1584), господар в Остерберг, на част от на Хоенрехберг (при Швебиш Гмюнд), Рехбергхаузен и Келмюнц в Швабия, пфандхер на Раухенлехсберг.
Синовете му Ернст, Хауг и Филип фон Рехберг са издигнати във Виена на 18 октомври 1577 г. на имперски фрайхер фон Рехберг, но те нямат деца.

## Фамилия
Георг III фон Рехберг се жени на 6 ноември 1533 г. за Катарина фон Бубенхофен († сл. 1533), дъщеря на Йохан Маркс фон Бубенхофен и Магдалена фон Ехинген. Те имат пет деца:
- Сибила фон Рехберг († сл. 1 юли 1583), омъжена на 6 март 1552 г. за Ханс Валтер фон Лаубенберг-Лаубенбергерщайн († сл. 1 юли 1583)
- Магдалена фон Рехберг († пр. декември 1575), омъжена на 11 май 1561 г. за Вилхелм фон Щотцинген цу Хойдорф и Дишинген († пр. януари 1576)
- Ернст фон Рехберг († 28 май /17 септември 1604), издигнат на 18 октомври 1577 г. на имперски фрайхер във Виена, господар на Кронбург (1574), Вайсенщеайн и Келмюнц, императорски и баварски съветник и кемерер
- Хауг фон Рехберг († 26 септември 1595), издигнат на 18 октомври 1577 г. на имперски фрайхер във Виена, господар на Вайсенщайн, императорски съветник
- Филип фон Рехберг († 26 май 1587), издигнат на 18 октомври 1577 г. на имперски фрайхер във Виена, господар на Келмютц, женен в Аугсбург на 23 ноември 1579 г. за фрайин Анна Мария Фугер фон Кирхберг и Вайсенхорн (* 5 април 1563; † 4 юни 1592)[3]